# Contabilidad del carbono
La contabilidad del carbono o la contabilidad de los gases de efecto invernadero se refieren a los procesos que se utilizan para medir la cantidad de dióxido de carbono equivalente que emite una organización. Es utilizado por estados, corporaciones e individuos para crear la mercancía de bonos de carbono que se comercializa en los mercados de carbono (o para establecer la demanda de créditos de carbono). Se pueden encontrar ejemplos de productos basados en formas de contabilidad de carbono en inventarios nacionales, informes ambientales corporativos y calculadoras de huella de carbono.
La contabilidad del carbono se compara con la medición de la sostenibilidad, como una instancia de los discursos y las políticas de modernización ecológica. Se espera que la contabilidad del carbono proporcione una base fáctica para la toma de decisiones relacionadas con el carbono. Sin embargo, los estudios científicos sociales no están seguros de que permita tomar buenas decisiones, señalando problemas prácticos en la implementación de esquemas contables abstractos, debido al carácter socialmente construido de los factores de conversión de carbono. Si bien las ciencias naturales afirman conocer y medir el carbono, para las organizaciones suele ser más fácil emplear formas de contabilidad del carbono para representar el carbono. La confiabilidad de las cuentas de las emisiones de carbono puede cuestionarse fácilmente. Por lo tanto, es difícil saber con exactitud qué tan bien la contabilidad del carbono representa el carbono emitido.

## Contabilidad de gases de efecto invernadero
La contabilidad de gases de efecto invernadero describe la manera de inventario y auditoría de los gases de efecto invernadero que se producen. Una evaluación de emisiones de gases de efecto invernadero corporativa u organizacional mide la huella de carbono de la organización al cuantificar la cantidad total de gases de efecto invernadero que ésta produce, ya sea directa o indirectamente. La información proporciona la base para comprender y gestionar los impactos del cambio climático y puede utilizarse como una herramienta comercial.
Los impulsores de la contabilidad corporativa de gases de efecto invernadero incluyen informes obligatorios de estos gases, debida diligencia de inversión, comunicación con accionistas y partes interesadas, compromiso del personal, mensajes ecológicos y requisitos de licitación para contratos comerciales y gubernamentales. La contabilidad de las emisiones de gases de efecto invernadero se considera cada vez más un requisito estándar para las empresas. Por ejemplo, en junio de 2012, el gobierno de coalición del Reino Unido anunció la introducción de informes obligatorios de carbono, requiriendo que alrededor de 1.100 de las empresas cotizadas más grandes del Reino Unido informaran sus emisiones de gases de efecto invernadero cada año. El viceprimer ministro Nick Clegg confirmó que las reglas de notificación de emisiones entraron en vigor a partir de abril de 2013.
El Protocolo de gases de efecto invernadero del Instituto de Recursos Mundiales (WRI) y el Consejo Empresarial Mundial para el Desarrollo Sostenible (WBCSD) proporciona orientación para contabilizar las emisiones de las organizaciones. Para los inventarios nacionales de gases de efecto invernadero, los informes metodológicos del Grupo Intergubernamental de expertos sobre Cambio Climático (IPCC) proporcionan orientación.
La Organización Internacional de Normalización (ISO) también proporciona algunos estándares generales para
- Emisiones de gases de efecto invernadero a nivel de organización (ISO 14064-1) y
- Emisiones de gases de efecto invernadero a nivel de proyecto (ISO 14064-2).

Las especificaciones para validar y verificar las cuentas relevantes están documentadas en (ISO 14064-3).
La Contabilidad empresarial de carbono tiene como objetivo ser un proceso rápido y rentable para que las empresas recopilen, resuman e informen los inventarios de gases del efecto invernadero de la empresa y la cadena de suministro.

## Análisis del ciclo de vida de ECA

### Proceso LCA
El proceso LCA es el método más popular, actualmente, para realizar la evaluación del ciclo de vida, y a menudo se lo conoce como el método SETAC-EPA debido al papel desempeñado por Sociedad de Toxicología y Química Ambiental y la contabilidad empresarial de carbono en el desarrollo de este método. Las entradas y salidas de múltiples etapas de la vida de un producto se investigan a su vez, y los resultados se agregan en métricas únicas de impacto, como eutrofización, toxicidad y emisiones de gases de efecto invernadero. Existen tres herramientas en el mercado para ayudar a los investigadores a realizar el ACV del proceso (como GaBi, Ecoinvent y Umberto). Estas herramientas contienen datos de investigadores anteriores sobre el impacto ambiental de los materiales y procesos que luego el usuario ensambla para formar un sistema. 

### LCA de entrada-salida económica
El LCA de entrada-salida económica utiliza tablas económicas de insumo-producto y datos ambientales a nivel de industria para construir una base de datos de impactos ambientales por dólar vendido por una industria. El problema de límites del proceso LCA se resuelve con este método porque la tabla de insumo-producto económico captura las interrelaciones de todos los sectores económicos; sin embargo, las categorías industriales agregadas limitan la especificidad de los resultados. El análisis de entrada y salida es una herramienta muy poderosa para la evaluación inicial de las huellas de carbono corporativas, para informar la contabilidad de gases del efecto invernadero de la cadena de suministro y para establecer prioridades para análisis más detallados.

### LCA híbrido
Se han discutido muchos métodos para evaluaciones híbridas del ciclo de vida, cuyo objetivo es combinar el límite infinito de EIO-LCA con la especificidad del proceso LCA.

## Contabilidad de carbono de las emisiones evitadas
Un caso especial de contabilidad de carbono es el proceso de contabilidad emprendido para medir la cantidad de dióxido de carbono equivalente que no se liberará a la atmósfera como resultado de proyectos de mecanismos flexibles bajo el Protocolo de Kioto. Por lo tanto, estos proyectos incluyen (pero no se limitan a) proyectos de energía renovable y plantaciones de biomasa, forrajes y árboles.

## Reportes
Los informes de emisiones de carbono miden las emisiones producidas por una determinada actividad o proceso. Puede identificar los factores que contribuyen al cambio climático y ayudar a delinear las políticas posteriores para limitar el cambio climático.
Por lo general, los informes de emisiones de carbono capturan los resultados de procesos como la quema de combustibles fósiles, la deforestación, las prácticas agrícolas que incluyen el uso de fertilizantes y la cría de ganado, los procesos industriales, la refrigeración y el uso de diversos productos de consumo.
Existen leyes y políticas en varios países que requieren que las grandes centrales eléctricas y plantas de fabricación informen sus emisiones a las autoridades correspondientes, incluida la Unión Europea como parte del Sistema de Comercio de Emisiones, o en los EE. UU. como parte del Programa de Notificación de Emisiones de Gases de Efecto Invernadero (GHGRP, siglas en inglés para Greenhouse Gas Reporting Program) de la Agencia de Protección Ambiental.

## Notificación obligatoria de gases de efecto invernadero
En los Estados Unidos, a pesar de varios intentos de instituir una legislación de informes obligatorios, ninguno se implementó hasta después del derrame de petróleo de Deepwater Horizon. Debido a este derrame de petróleo y al aumento de la conciencia social sobre el medio ambiente, la Agencia de Protección Ambiental de los EE.UU. (EPA) inició el Programa de Notificación de Emisiones de Gases de Efecto Invernadero que se convirtió en ley en 2010. Obliga al 85% de los principales emisores del país a informar cuánto gas de efecto invernadero han emitido.
En el primer año de esta legislación, solo el 85% de los principales emisores de la nación debían informar sobre sus emisiones anuales. Los planes eran aumentar ligeramente este número cada año para aumentar la información disponible sobre la cantidad de emisiones producidas.
Este programa fue el paso inicial para contrarrestar el aumento de la tasa de emisiones. Mientras que muchos creen que si las empresas se ven obligadas a informar sobre sus emisiones, estarán más inclinadas a reducir su impacto; este efecto no se ha estudiado a fondo. La capacidad de atraer más inversiones ya que los consumidores prefieren productos respetuosos con el medio ambiente es otro posible incentivo, pero nuevamente hay poca evidencia que respalde afirmaciones sólidas.
En 2013, el gobierno de coalición del Reino Unido implementó informes de carbono obligatorios, requiriendo que todas las empresas del Reino Unido que cotizan en el mercado principal de la Bolsa de Valores de Londres, alrededor de 1.100 de las empresas que cotizan en bolsa más grandes del Reino Unido, informen sobre sus emisiones de gases de efecto invernadero cada año.

### Informes optimizados de energía y carbono
Los informes simplificados de energía y carbono (SECR) es un requisito del gobierno del Reino Unido para la presentación de informes anuales obligatorios y la divulgación de información sobre energía y carbono de las empresas. SECR entró en vigor en 2019. Si bien la intención primordial de SECR es la conciencia pública, la reducción de costos y la reducción de las emisiones de carbono, el BEIS también quería introducir un proceso más simplificado.

## ISO 14064
Las normas ISO 14064 para la contabilidad y verificación de gases de efecto invernadero publicadas en 2006 por la Organización Internacional de Normalización (ISO) proporcionan al gobierno y la industria un conjunto integrado de herramientas para programas destinados a reducir las emisiones de gases de efecto invernadero, así como para el comercio de emisiones.
Parte 1 (Especificación con orientación a nivel de la organización para la cuantificación y notificación de las emisiones y absorciones de gases de efecto invernadero)
ISO 14064-1: 2006 especifica los principios y requisitos a nivel de la organización para la cuantificación y notificación de las emisiones y absorciones de gases de efecto invernadero (GEI). Incluye requisitos para el diseño, desarrollo, gestión, informes y verificación del inventario de GEI de una organización.
Parte 2 (Especificación con orientación a nivel de proyecto para la cuantificación, seguimiento y notificación de reducciones de emisiones de gases de efecto invernadero o mejoras en la eliminación)
ISO 14064-2: 2006 especifica principios y requisitos y proporciona orientación a nivel de proyecto para la cuantificación, monitoreo y reporte de actividades destinadas a causar reducciones de emisiones de gases de efecto invernadero (GEI) o mejoras en la remoción. Incluye requisitos para planificar un proyecto de GEI, identificar y seleccionar fuentes, sumideros y reservorios de GEI relevantes para el proyecto y el escenario de línea base, monitorear, cuantificar, documentar y reportar el desempeño del proyecto de GEI y administrar la calidad de los datos.
Parte 3 (Especificación con orientación para la validación y verificación de declaraciones de gases de efecto invernadero)
ISO 14064-3: 2006 especifica principios y requisitos y proporciona orientación para quienes realizan o gestionan la validación y / o verificación de declaraciones de gases de efecto invernadero (GEI). Se puede aplicar a la cuantificación organizativa o de proyectos de GEI, incluida la cuantificación, el seguimiento y la presentación de informes de GEI realizados de acuerdo con ISO 14064-1 o ISO 14064-2.

## Protocolo de gases de efecto invernadero (GHGP)
Muchas empresas han adoptado los estándares establecidos por el Protocolo de Gases de Efecto Invernadero (GHGP), una asociación entre el Instituto de Recursos Mundiales (WRI) y el Consejo Empresarial para el Desarrollo Sostenible (WBCSD). El Protocolo de gases de efecto invernadero proporciona estándares de contabilidad y presentación de informes, orientación sectorial, herramientas de cálculo y capacitación para empresas y gobiernos. Establece un marco integral, global y estandarizado para medir y gestionar las emisiones de las operaciones, las cadenas de valor, los productos, las ciudades y las políticas del sector público y privado. En 2016 se lanzó un nuevo método universal para la contabilidad de emisiones logísticas en colaboración con el Instituto de Recursos Mundiales (WRI) y el protocolo de gases de efecto invernadero. Se llama marco GLEC (Consejo Global de Emisiones Logísticas). El Protocolo de gases de efecto invernadero está reconocido por el gobierno del Reino Unido como un estándar independiente para informar sobre gases de efecto invernadero. El Protocolo de gases de efecto invernadero divide las emisiones en 3 ámbitos.
Alcance 1
Emisiones directas de Gases de Efecto Invernadero
El Alcance 1 cubre todas las emisiones directas de Gases de Efecto Invernadero de una empresa. Incluye combustión de combustible, vehículos de empresa y emisiones fugitivas.
Alcance 2
Emisiones indirectas de Gases de Efecto InvernaderoI de la electricidad
El Alcance 2 cubre las emisiones indirectas de Gases de Efecto Invernadero derivadas del consumo de electricidad, calor o vapor adquiridos.
Alcance 3
Otras emisiones indirectas de Gases de Efecto Invernadero
El alcance 3 cubre otras emisiones indirectas, como la extracción y producción de materiales y combustibles comprados, actividades relacionadas con el transporte en vehículos que no son propiedad de la entidad informante ni están controlados por ella, actividades relacionadas con la electricidad (por ejemplo, pérdidas de transmisión y distribución) no cubiertas en el Alcance 2, actividades subcontratadas, eliminación de residuos, etc. Las emisiones de Alcance 3 (también conocidas como emisiones de la cadena de valor) a menudo representan la mayor fuente de emisiones de gases de efecto invernadero y, en algunos casos, pueden representar hasta el 90% del impacto total del carbono.
Actividades upstream
Las emisiones denominadas "upstream" (aguas arriba), que incluyen todas las emisiones que ocurren en el ciclo de vida de un material/producto hasta la venta por parte del productor.
Actividades posteriores
Emisiones que ocurren en el ciclo de vida de un material/producto después de la venta por parte del productor. Esto incluye distribución y almacenamiento, uso del producto y final de su vida útil .

## Cooperación: ISO, WRI y WBCSD
ISO (Organización Internacional de Normalización), el Instituto de Recursos Mundiales (WRI) y el Consejo Empresarial Mundial para el Desarrollo Sostenible (WBCSD) han firmado un Memorando de Entendimiento (MoU) en virtud del cual han acordado promover conjuntamente las normas ISO 14064 y el WRI. y los estándares del Protocolo de GEI del WBCSD. La medida responde a las preocupaciones entre las empresas y los diseñadores de programas de GEI de que los dos estándares podrían no ser consistentes y no apoyarse mutuamente. De hecho, para la contabilidad corporativa, los requisitos y la guía contenidos en las normas ISO y GHG Protocol son consistentes y están diseñados para que puedan usarse de manera complementaria.

## Crítica
Si bien han surgido críticas específicas de los informes de carbono, la práctica real de cómo las organizaciones contabilizan e informan las emisiones sigue siendo poco estudiada. Los estudios de prácticas de contabilidad e informes de carbono apuntan a externalidades sistémicas y plantean problemas sobre la responsabilidad.

### Doble contabilización
Cuando dos o más personas u organizaciones reclaman la propiedad de reducciones de emisiones específicas o compensaciones de carbono. La doble contabilización ocurre cuando las emisiones de gases de efecto invernadero (GEI) resultantes de una actividad en particular se asignan a múltiples partes en una cadena de suministro, de modo que las emisiones totales asignadas exceden las emisiones totales reales de esa actividad. Para los inversores y de acuerdo con los cálculos de la huella de activos cruzados, la doble contabilización puede alcanzar alrededor del 30-40% de las emisiones de la cartera de un inversor institucional.

### Calidad de los datos
Un estudio de 2004 sobre divulgación corporativa de emisiones de gases de efecto invernadero encontró que solo el 15 por ciento de las empresas que divulgan emisiones de GEI las informan de una manera que los autores consideran completa con respecto al alcance de las emisiones, el tipo de emisiones y el límite de presentación de informes.

### Otras lecturas
- Murphy, B, Edwards, A, Meyer, CP (Mick), Russell-Smith, J (Eds) 2015, Contabilidad de carbono y gestión de incendios de sabana, Publicaciones de CSIRO,ISBN 9780643108516
- Renewable Fuels Association (12 de diciembre de 2011). «Dance of the ethanol giants: US and Brazil in shuffle game». Western Farm Press. Consultado el 17 de diciembre de 2011.
- TAFE SA, Government of South Australia (2011) Carbon accounting provides sustainable outlook.
- Cobas-Flores, E. 1996. Evaluación del ciclo de vida mediante análisis de entrada-salida. Doctor. disertación, Carnegie Mellon University.
- Cumberland, JH y B. Stram. 1976. Aplicaciones empíricas de los modelos input-output a la protección ambiental. En Avances en el análisis de insumo-producto: Actas de la sexta conferencia internacional sobre técnicas de insumo-producto, Viena, 22-26 de abril de 1974, editado por KR Polenske y JV Skolka, págs. 365–382. Cambridge: Ballinger.
- Hendrickson, C.; Horvath, A.; Joshi, S.; Lave, L. (1998). «Economic Input-Output Models for Environmental Life Cycle Assessment». Environmental Science and Technology 32 (7): 184A-191A. doi:10.1021/es983471i.
- Heijungs, R. y S. Suh, La estructura computacional de la evaluación del ciclo de vida, Springer, 2002.
- IPCC (Panel Intergubernamental sobre Cambio Climático). 1995. Directrices del IPCC para los inventarios nacionales de gases de efecto invernadero, vol. 1-3. PNUMA, OCDE e IPCC.
- Lave, L. B.; Cobas-Flores, E.; Hendrickson, C. T.; McMichael, F. C. (1995). «Using input-output analysis to estimate economy-wide discharges». Environmental Science and Technology 29 (9): 420A-426A. doi:10.1021/es00009a748.
- Molloy, E. (2000). Tecnologías de gestión: ideas, prácticas y procesos . Tesis de doctorado, Universidad de Lancaster, Lancaster.
- Suh, S (2004). «Functions, commodities and environmental impacts in an ecological–economic model». Ecological Economics 48 (4): 451-467. doi:10.1016/j.ecolecon.2003.10.013.
- La Iniciativa del Protocolo de Gases de Efecto Invernadero
- ONU (Naciones Unidas). 1993. Contabilidad ambiental y económica integrada. Nueva York: Departamento de Información Económica y Social y Análisis de Políticas de las Naciones Unidas, División de Estadística.
- Hufschlag, K .: Contabilidad global del carbono en DP DHL (Weltweites Carbon Accounting bei Deutsche Post DHL), uwf - Umweltwirtschaftsforum 18, H.1, 2010, S. 29-33